# Communist Chinese Military Companies
La Communist Chinese Military Companies est une liste définie par le département de la défense des États-Unis, d'entreprises qui ne peuvent pas avoir leurs titres financiers (actions, obligations, etc.) acquis ou vendues par des entreprises et ressortissants américains. 

## Histoire
Le principe d'une liste d'entreprises liées aux activités militaires de la Chine a été voté par le congrès américain en 1999, mais ni le département de la défense, ni les différents présidents des États-Unis n'ont souhaité mettre en place et publier cette liste. En 2019, le Congrès des États-Unis a renouvelé son souhait d'avoir une telle liste mise en place . En juin 2020, le département de la défense publie une liste de 20 entreprises chinoises liées à l'armée chinoise, avant de publier une liste complémentaire de 11 autres sociétés en août 2020. Les dispositions légales liées à cette liste ont été définies par décret le 12 novembre 2020 par Donald Trump,,. Le 20 novembre 2020, 4 nouvelles entreprises sont rajoutés à la liste : Semiconductor Manufacturing International Corporation, China Construction Technology, China International Engineering Consulting et China National Offshore Oil Corporation. Le 4 décembre 2020, CNOOC est ajouté à cette liste.
Sa mise en action commence le 11 janvier 2021 pour l'acquisition d'actions et 11 novembre 2021 pour la vente d'actions,.
Le 14 janvier 2021, le département de la défense des États-Unis rajoute 9 entreprises à la liste des Communist Chinese Military Companies, incluant Xiaomi, COMAC mais aussi Advanced Micro-Fabrication Equipment, Luokong Technology, Beijing Zhongguancun Development Investment Center, Gowin Semiconductor, Grand China Air, Global Tone Communication et China National Aviation Holding Company.
En mars 2021, un tribunal américain suspend la mise de Xiaomi dans la liste des Communist Chinese Military Companies et dans celle de l'Entity List.

## Liste
Cette liste inclut en janvier 2020, 45 entreprises qui sont :
- Advanced Micro-Fabrication Equipment
- Aero Engine Corporation of China
- Aviation Industry Corporation of China
- Beijing Zhongguancun Development Investment Center
- ChemChina
- China Academy of Launch Vehicle Technology
- China Aerospace Science and Industry Corporation
- China Aerospace Science and Technology Corporation
- China Communications Construction
- China Construction Technology
- China Electronics Corporation
- China Electronics Technology Group
- China General Nuclear Power Corporation
- China International Engineering Consulting
- China Mobile
- China National Aviation Holding Company
- China National Chemical Engineering
- China National Nuclear Corporation
- China National Offshore Oil Corporation
- China Nuclear Engineering & Construction Corporation
- China Railway Construction Corporation
- China South Industries Group Corporation
- China Shipbuilding Industry Corporation
- China Spacesat
- China State Construction
- China State Shipbuilding Corporation
- China Telecom
- China Three Gorges Corporation
- China Unicom
- COMAC
- CRRC
- Global Tone Communication
- Gowin Semiconductor
- Grand China Air
- Hikvision
- Huawei
- Inspur
- Luokong Technology
- Norinco
- Panda Electronics
- Semiconductor Manufacturing International Corporation
- Sinochem
- Sugon
- Xiaomi